# یواس‌اس ویندسور (ای‌پی‌ای-۵۵)
یواس‌اس ویندسور (ای‌پی‌ای-۵۵) (به انگلیسی: USS Windsor (APA-55)) یک کشتی بود که طول آن ۴۷۳ فوت ۱ اینچ (۱۴۴٫۲۰ متر) بود. این کشتی در سال ۱۹۴۲ ساخته شد.